# Nigrinian

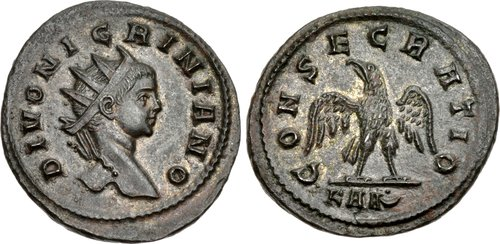

Marcus Aurelius Nigrinianus (zm. 284) –  syn cesarza rzymskiego Karynusa i Magni Urbiki, wnuk cesarza Karusa.
Zmarł wkrótce po urodzeniu, najpewniej w wieku niemowlęcym; był ostatnim ubóstwionym po śmierci członkiem rodziny cesarskiej. Choć nie obdarzony nawet tytułem cezara, zaliczony w poczet oficjalnie ubóstwionych (divus). 
Znany jedynie z materiału epigraficznego i z emitowanych w jego imieniu pośmiertnych (konsekracyjnych) antoninianów oraz aureusa z okolicznościowymi legendami CONSECRATIO i DIVO NIGRINIANO. 